# ワイヤリング

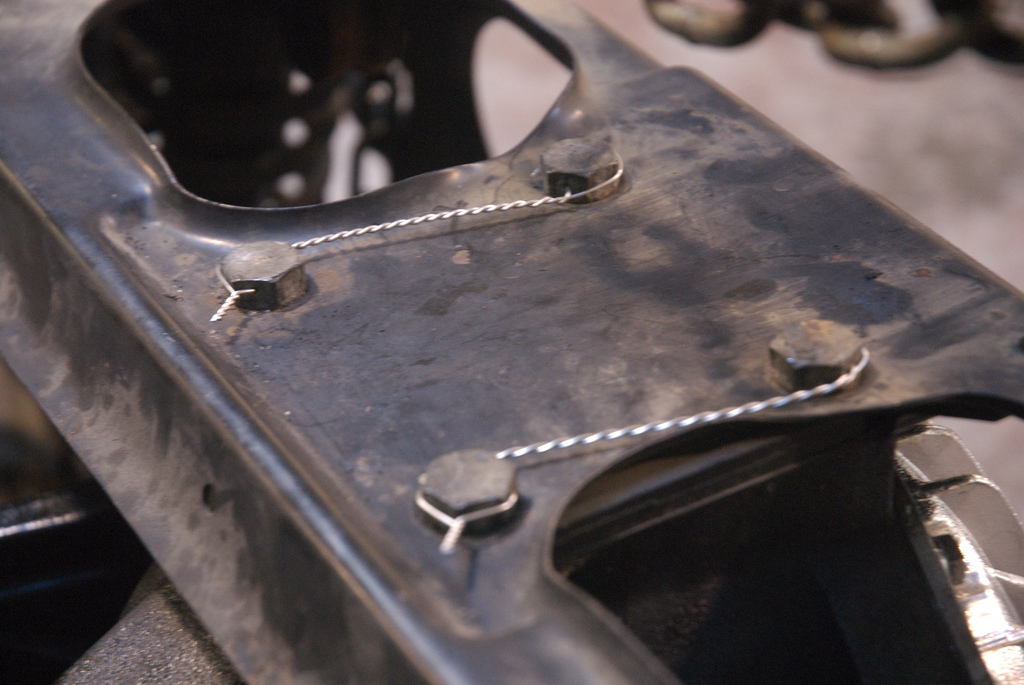
ワイヤリングの例

ワイヤリング（英語: safety wire）とは、ボルトやナットなどが緩まないようにステンレスワイヤーなどを用いて固定することにより、脱落を防止をする作業である。
ボルトやナット、ねじまたは他のパーツが器材から落ちると、精巧な器材を破壊し人の生命を危険にさらすことになる。安全な金具結合の為のいろいろな方法が、存在する。特に航空機・自動車・オートバイ・電気コネクタ等において、振動により徐々に動かないように締め金具と他の器材を固定する方法として最も広く使われているものは、安全ワイヤーとコッターピン、止め座金、スナップリングと特別な緩み止めナットである。
これら脱落防止の目的のほか、ねじを回せなくする封印のために鉛玉と併せて用いられることもあり、レーシングカーのエンジンやタクシーメーターに用いられる。

## ワイヤリング
ワイヤリングは、キャップスクリュー、スタッドボルト、ナット、他のどの実用的な手段でも安全な結合をする事ができないボルトの最も確かで満足な方法である。ゆるむどんな傾向でもワイヤーと他の部品を締める事によって対処されるように、一緒に2部品以上を配線する方法である。ワイヤリングは、部品を一つのワイヤーによって電線を引くシンプルな方法と二本のワイヤーをひねる方法とがある。一本のワイヤーによる簡単な方法は、密接な間隔や着けるのが難しい場所で小さな部品で使われる。この方法によって一緒に問題なく配線される部品数は、有効性によって決まり、連続の最大数は、最大24インチのワイヤー長さに制限される。ひねり方法は、ワイヤリングで最も一般的方法である。この方法によって部品に広く間隔をあけた場合、３つのグループを一組の最大限としなければならない。
モータースポーツの世界では、部品の脱落や動作不良は大きな事故につながるため、脱落防止、あるいは適切な整備を終えた確認の目的でボルトを緩む方向と逆側にワイヤーを用いて固定する事がレギュレーションで義務付けられている。
使用箇所に応じて用いられるワイヤーの太さは異なり、キャリパーやドレンボルトなどの部位にはφ0.6mm（0.025in）、それ以外のグリップなどの部位にはφ0.5mm（0.020in）程度の太さが用いられる。60年代のグランプリマシンでは銅製のワイヤーが用いられていたが、2012年現在ではステンレスが一般的である。特殊な場合を除き2本のワイヤーを縒って固定するダブルツイスト法で固定され、ツイスト数はアメリカの航空業界の規定に準拠しており、1インチあたりでφ0.5mmの場合9山から12山、φ0.8mmの場合は7山から10山を規準に縒られる。縒る方向は基本は時計回りに縒るが、複数個所をかがる場合には時計回り、反時計回りと交互に縒る場合がある。
規定でのワイヤーを通すための穴はφ0.5mm（0.020in）の場合には1.18mmから1.27mm、推奨ドリルサイズは1.2mm。φ0.8mmの場合には1.5mm程度のドリルが穴あけ加工に用いられる。
2箇所をかがる場合に推奨される穴の角度の規準は45度で、適正トルクで固定した後に45度の角度に穴を開け、この角度がずれた場合にはボルトの伸びが起こっている証拠になるため、ボルトの寿命となり交換される。
締まる方向へ力をかけ、ボルトが緩まないように固定する目的で行われていると認識されがちだが、実際には脱落防止のために行われており、ワイヤーは強いテンションで固定されているわけではない。強いテンションを掛け、ワイヤーが切れてしまうことの方が懸念されるため、ある程度余裕を持たせた状態でワイヤーは接続され、末端は手や指などを引っ掛け、傷を負わないように内側に丸めた状態で作業を終える。
ワイヤリングなどを行う場で用いられることが多いアルミニウム製のボルトなどは使い捨てが原則のため、あるいはチタン製のボルトは加工が難しいため、加工の手間を省くために市販段階ですでに穴を開けた加工がなされたボルトも販売されている。

## 注意事項
部品を確保するためにワイヤリングをする時、以下の一般的な規則を適用しなければならない。
- ワイヤーは、新品である事。決して再利用してはいけない。
- すべてのワイヤーは通常の取扱いまたは振動により壊れないワイヤーの張り具合で、きつく取り付けなければならない。
- ワイヤーによる引きがナットを締める傾向があるように右ねじ、左ねじに合わせてワイヤーの向きを考慮して使用しなければならない。
- ねじれはきつくて均一でなければならない、そしてナットの間のワイヤーがねじりすぎる事なくできるだけピンと張った状態である事。
- できるだけ、工具のワイヤーツイスターを使用する事。無い場合は、ナットの間のワイヤーは手でよらなければならない。
- 普通のプライヤによるねじりの使用は、ワイヤーに損害を与える。普通のプライヤは、余分なワイヤーを切る前に最終端部のねじれのためにだけ使う程度とする。端部は、整備士の怪我を防止する為に安全な方向に曲げておく事。
- 溝付ナットが固定されることになっている時、特に明記しない限り、選ばれたトルク範囲の低い側にナットを締める。そして必要に応じてスロットの穴が整列するまで増し締めする。
- 四角い角を曲がった所へワイヤーを引かない、また工具であまりにきつくつかむことを避ける事[3]。

## ワイヤーツイスター

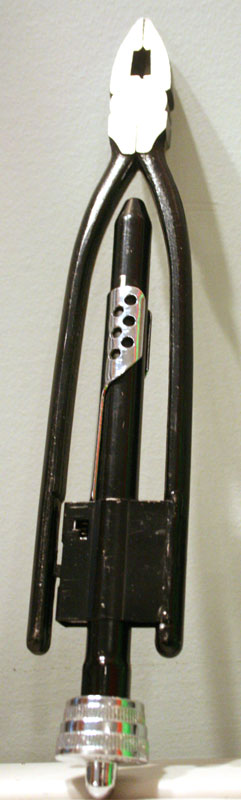
ワイヤーツイスター

ワイヤーツイストプライヤー（英: Safety Wire Twist Pliers）とも呼ばれ、ボルトやナット等の緩み止め・脱落防止に使用する「ワイヤーを縒（ねじ）る」ための専用工具である。ワイヤーは切れやすい普通の針金ではなく、引っ張っても切れにくいステンレスワイヤーが良く使われる。
使用方法は、まず、少し強めにハンドルを握り込み、「カチリ」と音がしてフリーに開くようにする。締めつけたボルト・ナットに開けた横穴にステンレスワイヤーを通し、ワイヤーツイスターのプライヤ部分にワイヤー2本をくわえ、ハンドルをロックする。次に、棒状のノブ部分を持って引っ張ると、ツイスト状の芯棒が出てくる。その時、本体が時計回りにクルクル回ってワイヤーを縒ることができる。反時計回りのタイプや回転方向を切り替えできるリバーシブルタイプもある。芯棒をいっぱいまで引っ張ったら、芯棒を押し戻し（オートリターンタイプは、ノブから手を離す）、引っ張る作業を繰り返すことで綺麗な縒りが完成する。 
ワイヤーツイスターのサイズは、6・9・12インチの3サイズがあり、手動ツイストタイプと、バネの力で放せば戻るオートリターンタイプがる。サーキット以外であっても、ネジのロックに限らずユーザーの工夫次第でさまざまな物の結束にも応用することができる。
アメリカ合衆国の工具メーカーであるミルバーが、世界有数のメーカーである。その他にはアメリカのスナップオンや、日本では KTC、マルト長谷川工作所などが販売している。

## 参考画像

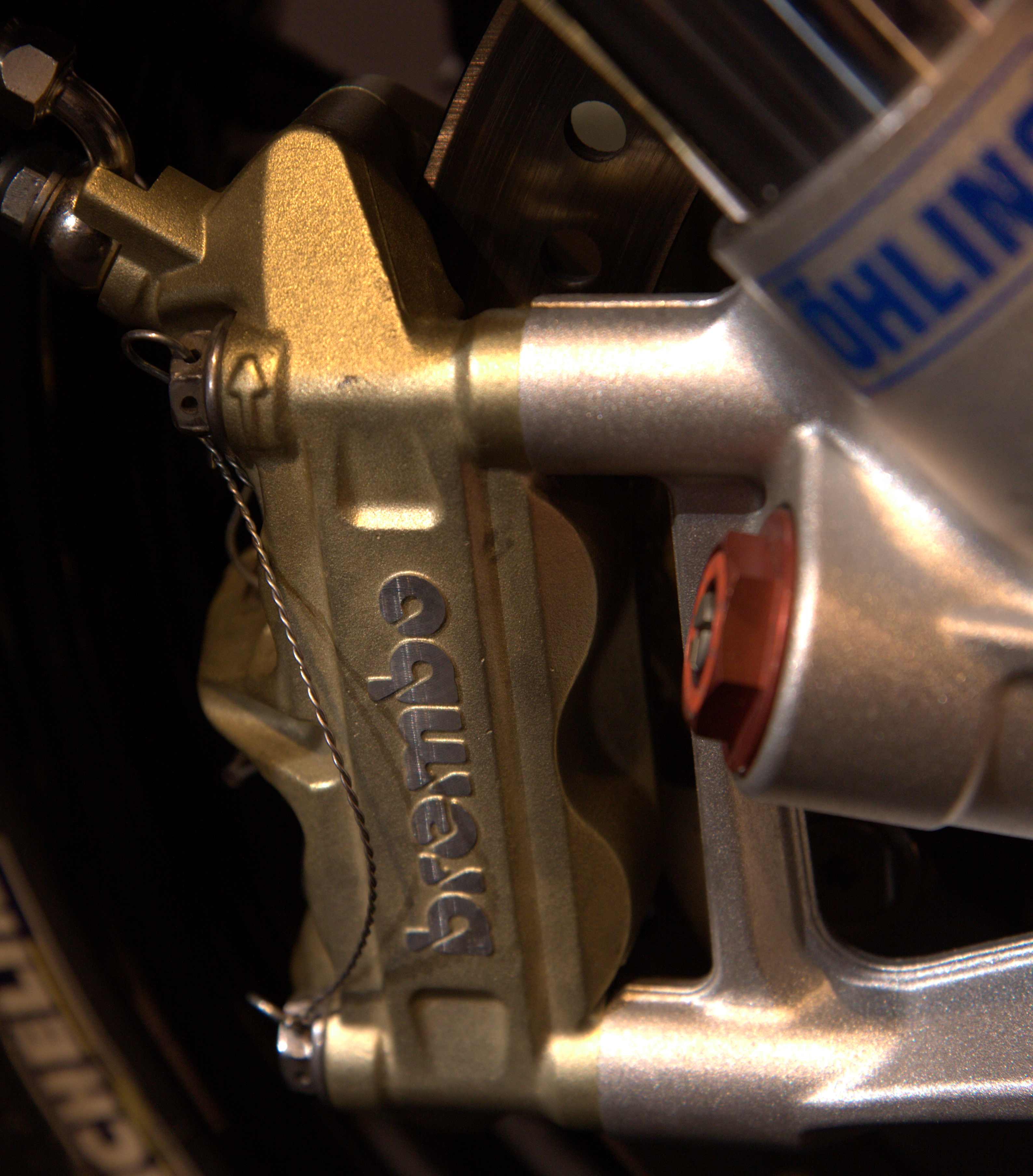
ブレーキキャリパーに施されたワイヤリング
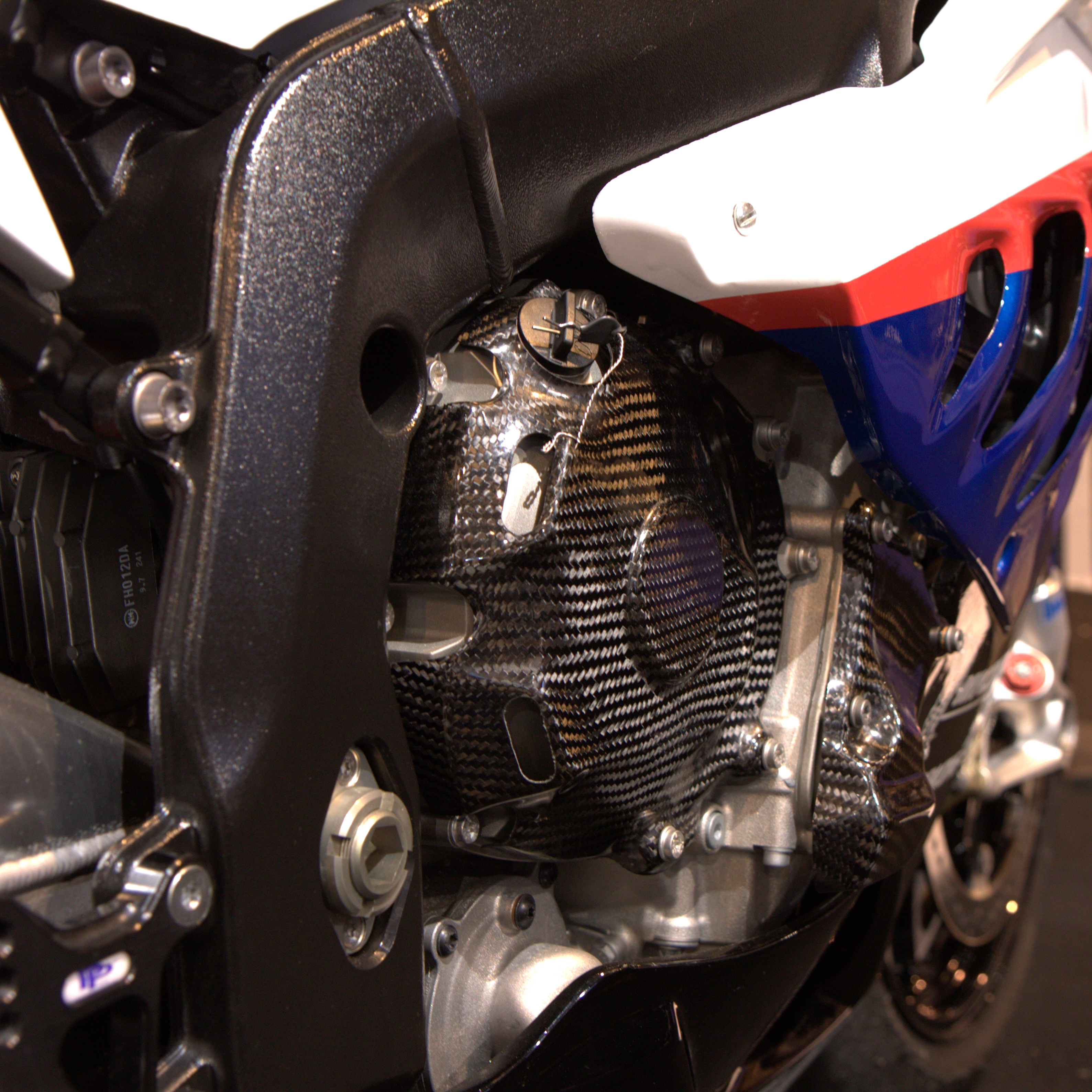
オイル吸入口に施されたワイヤリング